# Louis Luguet
Edmond Louis Luguet (* 17. September 1892 in Ambarès-et-Lagrave; † 22. Juli 1976 in Toulouse) war ein französischer Radrennfahrer.

## Sportliche Laufbahn
Luguet war im Straßenradsport aktiv. Von 1911 bis 1921 war er Unabhängiger und Berufsfahrer. 1920 siegte er im Etappenrennen Critérium du Midi. 1913 und 1921 siegte er im Grand Prix de Bordeaux.
1912 wurde Luguet bei Paris–Brüssel Zweiter hinter Octave Lapize, 1914 wurde er Zweiter bei Paris–Roubaix hinter Charles Crupelandt, 1921 Zweiter bei Paris–Saint-Étienne. Bei Paris–Tours 1913 wurde er Dritter. 1911 hatte er den 3. Platz bei Paris–Roubaix im Rennen der Unabhängigen belegt.
Die Tour de France 1914 beendete Luguet nicht. Im Giro d’Italia 1921 kam er auf den 19. Rang und war damit bester Franzose.